# غاري أوكونور
غاري أوكونور (بالإنجليزية: Garry O'Connor)‏ (مواليد 7 مايو 1983 في إدنبرة - اسكتلندا) لاعب كرة قدم اسكتلندي يلعب حاليا لصالح نادي الدرجة الممتازة برمنغهام سيتي الإنجليزي منذ 2007 في مركز المهاجم .

## روابط خارجية
- غاري أوكونور على موقع الاتحاد الأوربي (الإنجليزية)
- غاري أوكونور على موقع الاتحاد الإسكتلندي (الإنجليزية)
- غاري أوكونور على موقع قاعدة بيانات كرة القدم.إي يو (الإنجليزية)
- غاري أوكونور على موقع ناشيونال فوتبول تيمز (الإنجليزية)
- غاري أوكونور على موقع Soccerbase.com (لاعب) (الإنجليزية)
- غاري أوكونور على موقع عالم كرة القدم.نت (الإنجليزية)
- غاري أوكونور على موقع كووورة